# Cyjan (związek chemiczny)
Cyjan (stgr. κυάνεος – niebieski) – nieorganiczny związek chemiczny z grupy pseudohalogenów. Jest bezbarwnym, silnie trującym gazem o zapachu gorzkich migdałów.

## Otrzymywanie
Poprzez ogrzewanie cyjanku rtęci(II), w wyniku czego (CN)
2 zmienia się w brunatnawe ciało stałe, „paracyjan” (jest on najprawdopodobniej produktem polimeryzacji cyjanu):
Hg(CN)
2 → Hg + (CN)
2
Poprzez ogrzewanie mieszaniny Hg(CN)
2 i HgCl
2 (reakcja przebiega w niższej temperaturze niż dla czystego cyjanku i tworzy się mniej paracyjanu):
Hg(CN)
2 + HgCl
2 → Hg
2Cl
2 + (CN)
2
Mieszając stężone roztwory siarczanu miedzi(II) z cyjankiem potasu. Wytrąca się żółty osad cyjanku miedzi(II) Cu(CN)
2, który rozkłada się na cyjanek miedzi(I) CuCN i (CN)
2:
CuSO
4 + 2KCN → Cu(CN)
2 + K
2SO
4
2Cu(CN)
2 → 2CuCN + (CN)
2
Odwadniając szczawian amonu lub amid kwasu szczawiowego przy użyciu dekatlenku tetrafosforu:
(CONH
2)
2 → (CN)
2 + 2H
2O

## Właściwości
Spala się charakterystycznym niebieskim płomieniem o czerwonej otoczce. Związek ten, ze względu na brak wodoru w cząsteczce ma bardzo wysoką temperaturę spalania w tlenie (około 4000 °C).
Ulega polimeryzacji do brunatnego ciała stałego, rozpuszczalnego w wodzie i etanolu. W zasadach dysproporcjonuje do jonów: cyjankowych (CN−
) i izocyjanianowych (OCN−
).